# Eisleben
Eisleben er en by i den tyske delstat Sachsen-Anhalt. Den er mest kendt som Martin Luthers hjemby og er tillige den by, hvor Luther døde. Byens officielle navn har siden 1938 været Lutherstadt Eisleben. Byen er hovedby i Landkreis Mansfeld-Südharz, og den havde i 2020 22.668 indbyggere. Sammen med Wittenberg er Eisleben på UNESCOs Verdensarvsliste. Den ligger ved foden af bjerget Harz og cirka 30 km vest for Halle.

## Historie
Området ved Eisleben har været beboet siden flere årtusinder af vekslende kulturer. Fra den tidlige historie er der kun overleveret arkæologiske fund. 1,5 km nordvest for byen er der fundet grave fra bronzealderen til den tidlige jernalder.
Eisleben er omtalt som markedsplads i 994 og fik sine by-rettigheder i 1180.